# Yakitori
Yakitori (焼き鳥, litt. « oiseau grillé ») désigne, dans la cuisine japonaise, des brochettes dont chaque morceau a la taille d'une bouchée, cuites sur un gril. Elles sont traditionnellement à base de poulet.

## Histoire
La première mention connue des yakitori date de l'époque d'Edo, dans un document écrit en 1674, le Ryouri-shuu, qui décrit une méthode de cuisson de la viande grillée nommée irotsuke grâce à laquelle on peut préparer, entre autres, des yakitori. Toutefois, le plat n'a commencé à être commun qu'à l'époque Meiji, au XIXe siècle. Il n'est vraiment devenu populaire qu'à la suite du développement de l'élevage industriel du poulet, dans les années 1950 ; en particulier, il est devenu un repas habituel pour les voyageurs pressés des transports en commun, consommé par les salarymen dans des échoppes près des gares.

## Recettes
Il existe deux recettes principales, l'une où les brochettes sont uniquement agrémentées de sel (shio), l'autre où les brochettes sont cuites nature puis, en fin de cuisson, enduites d'une sauce de type tare (sauce épaisse ressemblant à la sauce teriyaki ayant comme ingrédients mirin, saké doux, sauce soja et sucre). Cette dernière recette est la plus connue en Occident.
Leur consommation étant répandue dans tout le Japon, certaines régions ou villes ont fait de variantes locales de la recette leur spécialité. On peut notamment citer les villes de Bibai et Muroran à Hokkaido, Imabari (préfecture d'Ehime), Higashimatsuyama (préfecture de Saitama) et Fukushima (préfecture de Fukushima connue pour le Kawamata Shamo, une race de poulet élevée localement), Nagato (préfecture de Yamaguchi) ou encore Kurume (Fukuoka),.
Comme beaucoup de recettes japonaises, les yakitori connaissent aussi de nombreuses déclinaisons de par le monde plus ou moins inconnues au Japon, comme les yakitori bœuf-fromage françaises ou leur équivalent dans les pays anglophones, alliant bacon et fromage.

## Consommation
Les yakitori sont un plat particulièrement populaire au Japon mais aussi dans presque toute l'Asie, et un des plats emblématiques de la cuisine japonaise en Occident avec les sushis ; en France, on les trouve au menu de nombreux restaurants dans des menus comprenant sushis et yakitori, constituant un menu peu traditionnel au Japon.
Au Japon, les yakitori sont souvent consommées en tant qu'en-cas, lors des matsuri ou dans des restaurants de yakitori (yakitori-ya) avec des boissons alcoolisées. Il n'est pas rare de voir plusieurs établissements de ce type regroupés dans une même rue, côte à côte. Il existe aussi des food theme park dédiés au yakitori au Japon, preuve de la popularité de ce plat.
Cependant, l'art de cuisiner des yakitori peut être une pratique raffinée : il existe en effet au Japon des restaurants étoilés au Michelin, ayant pour spécialité les yakitori.

## Types deyakitori
Comme son nom l'indique, le terme yakitori désigne des brochettes de volaille (souvent une partie précise de poulet, comme la peau ou encore le cœur) ; l'usage du terme kushiyaki (串焼き) (brochette, kushi, grillée, yaki) serait plus correct pour désigner des brochettes usuellement appelées yakitori mais n'étant pas à base de poulet, mais, par exemple, à base de bœuf, de champignons, d'ailes ou d'œufs de caille ou encore de porc. L'usage moderne du terme yakitori englobe les brochettes de bœuf, de porc, de poisson, de fruits de mer ou de substitut de viande, ou encore des légumes. Le terme yakiton est de nos jours utilisé parfois au Japon pour désigner les brochettes à base de porc.
Parmi les brochettes les plus souvent rencontrées, à base de poulet, on peut citer :
- yotsumi (四つ身?, blanc de poulet)

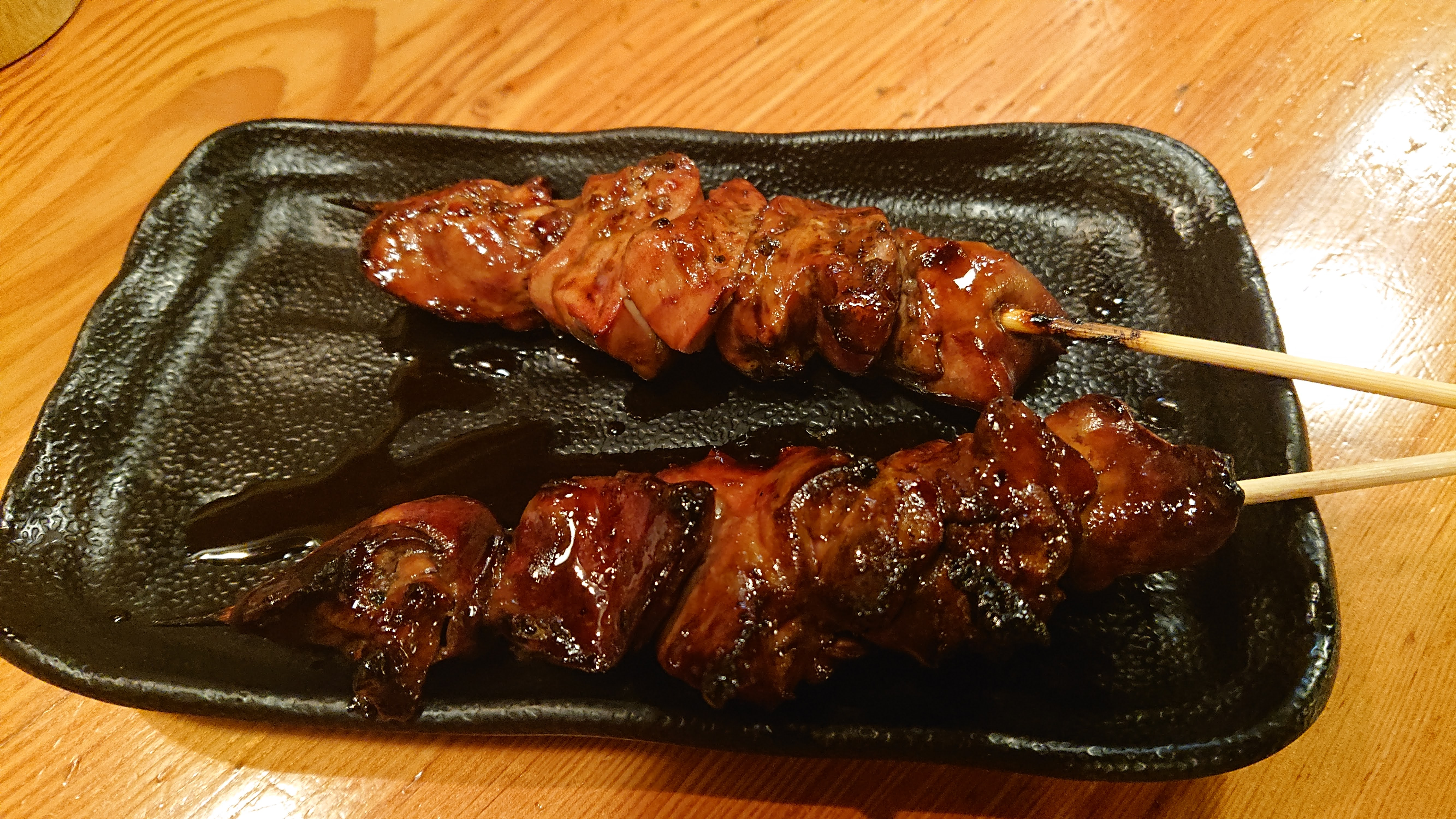

- negima (ねぎ間?, oignons vert et blanc de poulet)
- nankotsu (軟骨?, cartilage de poulet)
- rebā (レバー?, foie)
- tsukune (つくね?, boulette de viande de poulet)
- torikawa (とりかわ?, peau de poulet)
- tebasaki (手羽先?, aile de poulet)
- momo (もも?, cuisse de poulet)
- bonjiri (ぼんじり?, croupion)
- shiro (シロ)?, intestin grêle de poulet)
- hāto / hatsu (ハート / ハツ?, cœur de poulet) aussi appelé kokoro (こころ?)
- sunagimo (砂肝?, gésiers) aussi appelé zuri (ずり?)

Parmi les brochettes les plus connues qui ne sont pas à base de poulet, on peut citer :
- Asupara bēkon (アスパラベーコン?, asperge emballée dans du lard)
- Butabara (豚ばら?, ventre de porc)
- Atsuage tōfu (厚揚げとうふ?, tofu frit)
- Enoki maki (エノキ巻き?, champignons enrobés dans une escalope de porc)
- Pīman (ピーマン?, poivron vert)

## Plats similaires
- Brochette (français)
- Espetada (portugais)
- Satay (oriental)
- Shashlik (persan)
- Shish kebab (turc)
- Mititei (roumain)
- Souvláki ou kalamaki (grec)